# Naucore
Ilyocoris cimicoides
Espèce
La Naucore (Ilyocoris cimicoides L.) est un insecte hémiptère hétéroptère de la famille des Naucoridae. C'est une punaise aquatique capable de nager rapidement.
Synonyme
- Naucoris cimicoides

## Description
Insecte aquatique large, court, plat, brun verdâtre, de 12 à 15 mm de long, aux pattes antérieures ravisseuses. Il possède des ailes bien développées, mais ne vole pas. Dépourvu de siphon respiratoire, il transporte une grande bulle d'air sous les ailes et sous le corps. La naucore se nourrit surtout d'insectes. Le mâle est plus petit que la femelle.

## Nutrition
Prédateur féroce, la naucore s'attaque à tous les petits animaux en rapport avec sa taille : larves d'insectes aquatiques, têtards, alevins... des marais et étangs, (comme en France celui de Vendres, où abonde l'espèce voisine Naucoris maculata) riches en végétation. Elle peut infliger une morsure douloureuse aux êtres humains.